# トキコ
トキコ (TOKICO) は、かつて日本に存在した自動車部品メーカー。日立製作所による買収と会社合併、再編分離を経て、日立Astemoの源流の一つとなっている。東京瓦斯電気工業（瓦斯電）を源流とする多数の企業のうちの一つである。
系列会社のトキコテクノ  (Tokico Techno) は、ガソリンスタンドの計量器、エコ・ステーションの充填器、ディスペンサーを製造・販売していたが、2015年（平成27年）に日立オートモティブシステムズメジャメントに社名変更。その後2019年2月1日、日立オートモティブシステムズメジャメントの株式は投資ファンドのポラリス・キャピタル・グループに譲渡され、同年9月1日にトキコシステムソリューションズ (Tokico System Solutions) に商号変更した。

## 沿革
1937年（昭和12年）、東京瓦斯電気工業（瓦斯電）の計器部が独立する形で東京機器工業株式会社として設立された。当初考えられた社名は「東京部品工業」であったが、社名が「部品」では夢がないということで、次に考えられたのは「東京機械器具工業」であったが、長すぎるということで「東京機器工業」に落ち着いた。初代社長は内山直（十五銀行重役）。
当時の製品は圧力計・戦闘機用キャブレター・流量計類・自動車用油圧緩衝器・ブレーキシリンダーであった。特に戦闘機用キャブレターは日立航空機納入品を作成した関係から、逆に零式艦上戦闘機に全面採用されるかたちで中島飛行機などへの国内唯一の製造納入業者となり、一時は千葉県柏に工場を設立するに至った。
翌1938年（昭和13年）4月、瓦斯電の過半数株主であった十五銀行が全株式を日立製作所に譲渡したため日立製作所の子会社となり、瓦斯電は東京機器工業の株式の約78%を所有していたため、東京機器工業も日立製作所の関連会社となった。同年5月に横田千秋が第2代社長に就任した。
1948年（昭和23年）、東京機器工業は正式に日立グループ傘下となった。旧産業再生法適用のため、名目上の設立年月日は翌1949年（昭和24年）5月2日となっている。
その後、ガソリン計量器・自動制御装置の開発に伴いメーター部門の大幅機種増加、自動車産業の興隆に伴うブレーキ・油圧緩衝器の増産、さらには日立製作所から小型空気圧縮機の移管を受け本格的に増産となったなどの経緯を経て、神奈川県内・山梨県内に工場を新設した。
1964年（昭和39年）に「トキコ」へ社名変更。都市対抗野球などで知名度のあった旧社名「東京機器工業」の電報略号を用いた。
2004年（平成16年）10月1日、日立製作所に買収されて法人としては消滅した。自動車部品に関しては日立製作所オートモティブシステムグループを分社した日立オートモティブシステムズを経て現在は日立Astemoの一ブランドとなっている。

## 主な製品
- サスペンション
  - ショックアブソーバー
  - ガスダンパー
- ブレーキシステム
  - マスターシリンダー
  - ホイールシリンダー
  - ブレーキキャリパー
  - ドラムブレーキ
  - ディスクブレーキ
  - ブレーキブースター
  - ブレーキフルード
  - ブレーキグリース
- 免震システム
- コンプレッサー（ベビコン：日立産機システムが販売）

## 本社・工場
以下は1997年（平成9年）頃のもの。このほか、鹿児島県国分市に計装機器部品の工場を持っていた時期があった。
本社・営業本部
- 神奈川県川崎市川崎区富士見1丁目6-3
  - 本社社屋改築に伴う暫定処置により、登記上の本社を川崎区東田町に動かした時期がある。
  - 資本金：81億6279万円

川崎工場
- 神奈川県川崎市川崎区富士見1丁目
  - 本社併設。全社製品の研究所を併設（名称変更して業務継続中）。
  - 製品：流量計・ガソリン/LPG計量器・一部の計装機器・塗装ロボットなど。
  - のち計装機器は相模工場・福島工場・静岡工場に業務移管（一部の業務は撤退）。
  - のち流量計・ガソリン/LPG計量器は静岡工場に業務移管。
  - 塗装ロボットは安川電機に業務・職員を移管し撤退。

静岡工場
- 静岡県掛川市淡陽
  - 製品：流量計・ガソリン/LPG計量器・計装機器・CNG/H2充填装置。
  - 川崎工場の業務内容をほぼ全て移管したもの。
  - 日立製作所に引き継がれず、トキコテクノ静岡工場となる。
  - その後、日立オートモティブシステムズメジャメントの事業所になった。

相模工場
- 神奈川県綾瀬市小園
  - 製品：小型空気圧縮機（コンプレッサ）・圧力容器・油圧緩衝器（自動車・鉄道用ほか）。

山梨第一・第二工場
- 山梨県南アルプス市
  - 製品：自動車・自動二輪車用ブレーキシステム全般。

福島工場
- 福島県伊達郡桑折町
  - 当時は子会社として運営。
  - 製品：油圧緩衝器（自動車用など）ガススプリングなど応用製品。
  - 日立製作所との合併直前には、旧ユニシアジェックス社の油圧緩衝器部門の製造も継承した。